# Culturisme
L'esculturisme (millor que culturisme, calc del francès), la fisicultura, el fisi(co)culturisme o simplement la musculació (bodybuilding en anglès) és un tipus d'esport basat en exercici físic intens destinat al desenvolupament muscular.
Consisteix en exercicis generalment anaeròbics, i l'entrenament amb càrregues, activitat que se sol realitzar a gimnasos, i la finalitat sol ser l'obtenció d'un cos amb musculatura hipertrofiada (el més definit, voluminós i proporcionat muscularment possible), sense oblidar mantenir la major definició i simetria possible al múscul (és a dir les proporcions de les seves cames que fa als seus braços, el seu tors, els braços comparats amb la seva esquena, els bíceps amb els seus tríceps, etc.). També s'acostuma a anomenar musculació a l'activitat encaminada a hipertrofiar el múscul (la seva diferència amb l'esculturisme és que la musculació no exigeix postures com a objectiu del treball muscular), aquest esport que regeix la Federació Catalana de Físic Culturisme a Catalunya, i no s'ha de confondre amb l'halterofília, l'atletisme ni el powerlifting.

## Història
L'esculturisme és l'activitat física encaminada al màxim desenvolupament muscular (de la musculatura visible) de l'ésser humà. Des d'aquest punt de vista, comparteix amb altres esports certs mètodes i destreses, encara que la seva finalitat és notòriament diferent. Aquest esport té les seves primeres manifestacions en figures de vasos grecs, pel que sembla, ja es feien servir pesos de mans (a manera de llast) per realitzar salts o exercicis amb la finalitat d'augmentar la força i longitud del salt. Es tracta de comportaments dirigits fonamentalment al desenvolupament de la força o de la seva mida, amb l'objectiu de la supervivència com a clara finalitat, o bé com a ritus religiosos en festivitats concretes.
Les seves primeres referències històriques, per tant, podrien portar-nos a la Grècia Clàssica on el cos humà va tenir una rellevància cultural que ha ressuscitat en els nostres dies. L'esculturista o atleta muscularment hipertrofiat podem observar en múltiples representacions escultòriques: Hèrcules, Laocoont, frisos amb guerrers, etc. El mot culturisme procedeix del francès per a designar a aquest esport que va tenir a França en els segles XVII i XIX com a lloc i dates de naixement d'una disciplina esportiva que tenia com a finalitat l'estètica, paraula que entronca directament amb la cultura física, és a dir, musculació que avui en dia coneixem per la seva variant esportiva de competició principalment.

### Eugen Sandow
L'esculturisme va ser promogut per Eugen Sandow de Prússia (actualment el nord d'Alemanya), que ara és generalment conegut com a «el pare de l'esculturisme modern», va ser el primer a realitzar exhibicions en què mostrava la seva musculatura. Sandrow pregonava un «ideal grec» pel que fa a les proporcions de les diferents parts del cos humà i va ser un dels primers a comercialitzar equips mecànics per a la realització d'exercicis com peses i politges. Sandow també va organitzar el primer concurs d'esculturisme el 14 de setembre de 1901 al Royal Albert Hall de Londres. El concurs es va dir The Great Competition («La gran competició»).
En Sandow trobem també antecedents directes d'un dels elements essencials de l'esculturisme: la postura. Amb Sandow, les exhibicions de la musculatura es fan sota certes postures musculars que evidencien de forma contundent el desenvolupament muscular assolit. La possessió serà fonamental en l'ulterior esculturisme professional, fins al punt que l'esculturista treballa per a posar en un escenari davant d'un grup de jutges que valorarà el seu desenvolupament a partir de l'execució de certes postures.

### La primera competició a gran escala en els Estats Units
El 16 de gener de 1904, la competició d'esculturisme la primera a gran escala va ser en els Estats Units es va dur a terme en el Madison Square Garden de Nova York. El guanyador va ser Al Treloar i va ser declarat "L'home més perfectament desenvolupat del món". Treloar va guanyar un premi en efectiu de $ 1,000, una suma considerable en aquest moment. Dues setmanes més tard, Thomas Edison va fer una pel·lícula de la rutina de Treloar. Edison també va fer dues pel·lícules de Sandow uns anys abans, convertint-se en l'home que va fer les tres primeres imatges en moviment amb un esculturista. Al segle 20, Bernarr Macfadden i Charles Atlas, va continuar promovent l'esculturisme a tot el món. Alois P. Swoboda va ser un pioner a Amèrica.

### Altres esculturistes importants en els primers anys de l'esculturisme
Altres esculturistes importants en els primers anys de la història de l'esculturisme, abans de 1930 inclouen: Earle Liederman (guionista d'alguns dels primers llibres d'instruccions d'esculturisme), Breitbart Zische, Hackenschmidt Georg, Nkemena Emy, George F. Jowett, Finn Hateral (un pioner en l'art de posar), Muntanya Saldo, Elliot Launceston, Sig Klein, el sergent. Alfred Moss, Joe Nordquist, Lionel Strongfort (Strongfortism), Gustav Fristensky (el campió txec), Ralph Parcaut, un lluitador campió que també va ser autor d'un llibre des del principi "cultura física", i Alan C. Mead, que es va convertir en un campió muscular impressionant tot i que va perdre una cama en la Primera Guerra Mundial.

### Anys 1950 i 1960
El Fisicoculturisme es va fer més popular en els anys 1950 i 1960 amb l'aparició dels campions força i unir-se a la gimnàstica esportiva, i la divulgació simultània d'entrenament dels músculs, sobretot per Charles Atlas, la publicitat en els llibres d'historietes i altres publicacions va encoratjar a molts joves a realitzar entrenament amb peses per millorar el seu físic per semblar-se als superherois dels còmics. Dels atletes notables estan el campió nacional dels EUA de gimnàstica i aixecament de peses olímpic John Grimek i el britànic Reg Park com a guanyadors dels títols d'esculturisme de competències recent creades com el Mr Univers i el Mr America.
També revistes com Strength & Health i Muscular Development van ser acompanyats per la notorietat pública. El càsting d'alguns esculturistes en el cinema va ser un altre important vehicle per a la divulgació d'aquest esport. D'esculturista i actors potser el més famósos van ser Steve Reeves i Reg Park, que van ser destacats en funcions retractan Hèrcules, Samsó i altres herois llegendaris. Dave Draper va guanyar fama a través d'aparicions en Muscle Beach Party, que forma part de la "festa a la platja", sèrie de pel·lícules amb Annette Funicello i Frankie Avalon, que va començar amb el Beach Blanket Bingo, i també en aparicions en sèries de televisió com The Beverly Hillbillies. Altres estrelles en ascens en aquest període van ser Larry Scott, Nubret Sergio, i Sergio Oliva. L'equip de gimnàs i complement de les indústries de formació fundada per Joe Weider es complementa amb el creixement de la International Federation of BodyBuilding & Fitness, que va ser co-fundada per Joe i el seu germà Ben. L'International Federation of BodyBuilding & Fitness finalment desplaçava a Amateur Athletic Union. El National Amateur Bodybuilders Association com els concursos més importants i notables.

### 1970 en endavant

#### Les noves organitzacions
En la dècada de 1970, l'esculturisme es feia conèixer gràcies a Arnold Schwarzenegger i en el 1977 la pel·lícula Pumping Iron. En aquest moment la Federació Internacional de Culturisme i Fitness (IFBB) va dominar l'esport i l'Amateur Athletic Union (AAU) pren seient del darrere.
El Comitè Nacional de Física (NPC) es va formar el 1981 per Jim Manion. La APN ha passat a convertir-se en l'organització d'esculturisme amb més èxit als EUA, i és la divisió amateur de la IFBB als Estats Units. Des de la fi dels anys 1980 va veure el declivi dels concursos d'esculturisme UCA patrocinat. El 1999, l'UCA va votar a favor de suspendre els seus esdeveniments d'esculturisme.

#### La revolució dels esteroides anabòlics

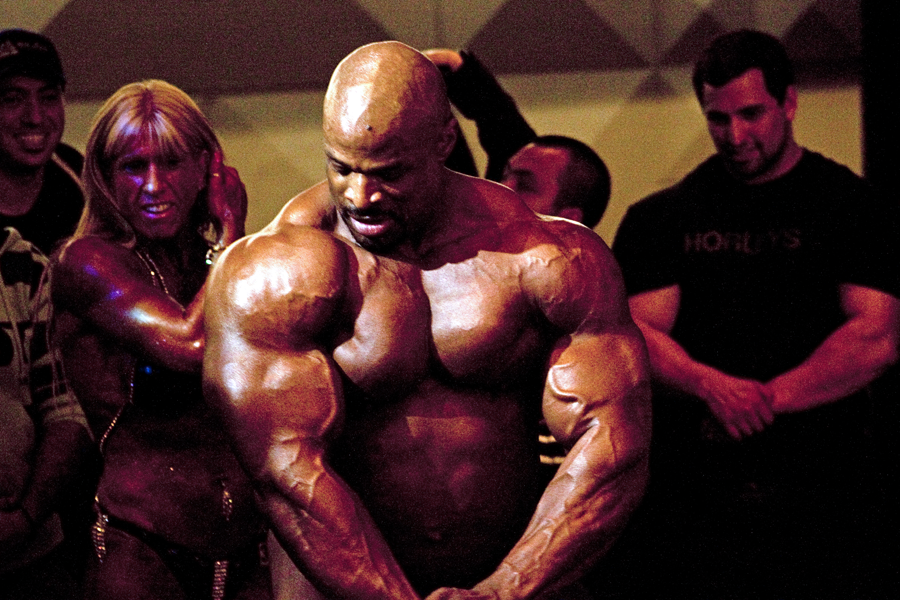
Ronnie Coleman, el 2009

Aquest període també va veure l'aparició dels esteroides anabòlics utilitzats tant en l'esculturisme com an molts altres esports. S'atribueix en part a la pujada de "monstres de masses", a partir d'Arnold Schwarzenegger, però incloent Franco Columbu, Lou Ferrigno, Dorian Yates, Lee Haney, Ronnie Coleman i Paul Demaya i també l'aparició dels atletes com rics Gaspari i Andreas Munzer, que va desafiar a la seva genètica per assolir la mida i la duresa mai abans imaginades. Per combatre això, i amb l'esperança de convertir-se en un membre del COI, la IFBB presenta proves de dopatge per als esteroides i altres substàncies prohibides. Encara que les proves de dopatge passat, la majoria dels esculturistes professionals encara utilitzen els esteroides anabòlics per a la competència. Durant la dècada de 1970 l'ús d'esteroides anabòlics va ser discutit obertament en part a causa del fet que eren legals. No obstant això, el Congrés dels EUA en els anabòlics esteroides Llei de Control del 1990 posa els esteroides anabòlics a la Llista III de la llei de substàncies controlades (CSA). De la mateixa manera al Canadà, els esteroides s'han afegit al Codi Penal del Canadà com una substància controlada de la classe IV (per a aquesta última va ser creada expressament per als esteroides)

#### Federació Mundial de Fisicoculturisme
El 1990, Vince McMahon va anunciar que estava formant una nova organització d'esculturisme, la Federació Mundial de Fisicoculturisme (FMB)(World Bodybuilding Federation). McMahon volia portar espectacle a l'estil de la WWF i més grans premis a l'esport de l'esculturisme. Un nombre d'estrelles IFBB van ser reclutats, però la llista mai va ser molt gran, amb els mateixos atletes que competeixen, el guanyador més notable i el primer campió del FMB va ser Gary Strydom. McMahon formalment va dissoldre la FMB el juliol de 1992. Les raons per aquesta falta probablement incloïa els ingressos de les emissions de pagament per visió dels concursos de FMB, les vendes lentes de la revista Estils de vida de la FMB de Fisicoculturisme (que més tard es va convertir en WBF Magazine), i la despesa de pagar als contractes múltiples de 6 xifres, així com la producció de dos programes de televisió i una revista mensual.En aquest context, apareix la Federació Catalana de Físico-Culturisme, l'organisme que regula la pràctica del fisicoculturisme i powerlifting a Catalunya. És membre de ple dret a la Unió Internacional de Body Building. El 1998 la Federació Catalana s'independitza de la l'Asociación Española de Fisioculturismo'. El mateix any la Unió Internacional de Body Building (UIBBN) l'admet de forma provisional i el 2002 passa a ser-ne membre plenament reconegut.. Des d'abans del naixement de la Federació Catalana, els esculturistes catalans ja destacaven internacionalment, però quan aquesta va veure la llum i va ser admesa com a membre de la UIBBN, Catalunya es va convertir en una potència que, després de conquerir moltes medalles, el 2010 va guanyar el Campionat del Món per equips i el 2012 el Campionat d'Europa. A nivell individual, destaquen Fèlix Barrachina, Miguel Ángel Sánchez, Montse Tello, Jordana i Yasmina de Haro, tots ells campions del món, i Enric Torrent, campió d'Europa.

### Discussió per a convertir l'esculturisme en un esport olímpic
En la dècada de 2000, la IFBB estava tractant de fer de l'esculturisme un esport olímpic. Es va obtenir la filiació plena del COI el 2000 i estava tractant d'obtenir l'aprovació com un esdeveniment de demostració en els Jocs Olímpics que s'espera que pugui fer que s'afegeix com un concurs complet. Això no va succeir.Eñ reconeixement olímpic per a l'esculturisme és controvertit, puix que molts sostenen que l'esculturisme no és un esport.

#### L'evolució recent
El 2003, Joe Weider vent Weider Publications a AMI, que és propietària de The National Enquirer. La posició del president de la IFBB va ser ocupat per Rafael Santonja, després de la mort de Ben Weider, l'octubre de 2008. L'any 2004, concurs promotor Wayne DeMilia va trencar files amb la IFBB i IAM es va fer càrrec de la promoció de la competència de Mr. Olympia. Altres concursos professionals van sorgir en aquest període, sobretot l'Arnold Classic i la Nit de Campions, però també el Gran Premi d'Europa de culturisme. També amb el creixement dels estils de vida dels consumidors a Europa i especialment a Europa de l'Est després de la caiguda de la Unió Soviètica va veure tot noves poblacions d'esculturistes sortir d'aquestes zones.

## Estils d'esculturisme

### Esculturisme professional
En la indústria de l'esculturisme modern, "professional" significa generalment un esculturista que ha guanyat concursos de qualificació com aficionat i s'ha guanyat una "targeta professional" de la IFBB. Professionals de guanyar-se el dret a competir en competicions sancionades incloent l'Arnold Classic i el New York Pro (abans de la Nit de Campions). Col·locacions en aquests concursos, al seu torn a guanyar el dret a competir en el Mr Olympia, el títol és considerat com el més alt guardó en el camp de l'esculturisme professional. Les proves d'esteroides en aquests concursos mai es fa generalment.

### Esculturisme natural
En concursos esculturistes naturals són rutinàriament sotmeses a proves de substàncies il·legals i estan prohibides. Es poden realitzar proves en mostres d'orina. El que qualifica com "il·legal" la substància, en el sentit que està prohibit pels organismes reguladors, varia entre les federacions naturals, i no necessàriament inclou únicament substàncies que són il·legals sota les lleis de la jurisdicció corresponent. Substàncies com els esteroides anabòlics, diürètics, prohormones i condicions d'ús generalitzat pels esculturistes professionals, són generalment prohibides per les organitzacions naturals. Organitzacions d'esculturisme natural inclouen NANBF Amèrica del Nord (Federació de Culturisme Natural), i l'Acadèmia de Policia (Natural Physique Association). Esculturistes naturals afirmen que el seu mètode se centra més en la competència i un estil de vida més saludables que altres formes d'esculturisme.

### Esculturisme femení
La primera EUA Nacional de la Dona Physique Campionat, promogut per Henry McGhee i celebrada a Canton, Ohio el 1978, és generalment considerat com el primer concurs de veritat d'esculturisme femení, és a dir, el primer concurs on els participants van ser jutjats únicament en la musculatura. El 1980 la primera Sra Olimpia (inicialment coneguda com la "senyoreta" Olímpia), el concurs més prestigiós per als professionals, es va dur a terme. La primera guanyadora va ser Rachel McLish que també havia guanyat els EUA APN Campionat a principis d'any. El concurs va ser un important punt d'inflexió per l'esport de l'esculturisme femení. McLish va inspirar moltes competidores en el futur per començar a entrenar i competir. El 1985, una pel·lícula anomenada Pumping Iron II: La dona va ser alliberada. Aquesta pel·lícula documenta la preparació de diverses dones per al 1983 el Caesars Palace Campionat Mundial de la FIFA. Un lloc destacat en la pel·lícula van ser Kris Alexander, Lori Bowen, Cheng Lídia, Carla Dunlap, Bev Francis i McLish Rachel.
En els últims anys, les àrees relacionades amb l'aptitud i la competència figura han guanyat en popularitat, superant la de l'esculturisme femení, i han proporcionat una alternativa per a les dones que opten per no desenvolupar el nivell de la musculatura necessària per a l'esculturisme.